# Okręg wyborczy nr 82 do Sejmu Polskiej Rzeczypospolitej Ludowej (1989–1991)
Okręg wyborczy nr 82 do Sejmu Polskiej Rzeczypospolitej Ludowej (1989–1991) obejmował Białobrzegi oraz gminy Belsk Duży, Błędów, Borkowice, Chynów, Drzewica, Garbatka-Letnisko, Gielniów, Głowaczów, Gniewoszów, Goszczyn, Gowarczów, Grabów nad Pilicą, Grójec, Jasieniec, Klwów, Kozienice, Magnuszew, Mogielnica, Nowe Miasto nad Pilicą, Odrzywół, Pionki, Pionki (gmina wiejska), Pniewy, Potworów, Promna, Przysucha, Radzanów, Rusinów, Sieciechów, Stara Błotnica, Stromiec, Warka, Wieniawa i Wyśmierzyce (województwo radomskie). W ówczesnym kształcie został utworzony w 1989. Wybieranych było w nim 4 posłów w systemie większościowym.
Siedzibą okręgowej komisji wyborczej były Białobrzegi.

## Wybory parlamentarne 1989

### Mandat nr 318 –Polska Zjednoczona Partia Robotnicza
| Kandydat | I tura | I tura | II tura | II tura |
| Kandydat | Głosów | %      | Głosów  | %       |
| --- | ------ | ------ | ------- | ------- |
| Stanisław Babiński                                                                                            | 20 658 | 22,56  | 22 662  | 35,77   |
| Marek Kostrzewa                                                                                               | 10 989 | 12,00  | 19 752  | 31,18   |
| Kazimierz Gajda                                                                                               | 5482   | 5,99   | —       | —       |
| Wacław Nowczyk                                                                                                | 5322   | 5,81   | —       | —       |
| Tadeusz Kulawik                                                                                               | 4966   | 5,42   | —       | —       |
| Edmund Borowiecki                                                                                             | 4198   | 4,58   | —       | —       |
| Bogdan Zajączkowski                                                                                           | 3156   | 3,45   | —       | —       |
| Liczba głosów ważnych: 91 585 (I tura) • 63 349 (II tura) Źródło: Państwowa Komisja Wyborcza I tura i II tura |        |        |         |         |

### Mandat nr 319 –Zjednoczone Stronnictwo Ludowe
| Kandydat | I tura | I tura | II tura | II tura |
| Kandydat | Głosów | %      | Głosów  | %       |
| --- | ------ | ------ | ------- | ------- |
| Maria Dziuba                                                                                                  | 21 314 | 21,43  | 18 075  | 28,41   |
| Józef Łochowski                                                                                               | 18 039 | 18,14  | 21 802  | 34,27   |
| Zdzisław Wieraszka                                                                                            | 12 648 | 12,72  | —       | —       |
| Liczba głosów ważnych: 99 452 (I tura) • 63 627 (II tura) Źródło: Państwowa Komisja Wyborcza I tura i II tura |        |        |         |         |

### Mandat nr 320 – bezpartyjny
| Kandydat                                                          | Głosów | %     |
| ----------------------------------------------------------------- | ------ | ----- |
| Maciej Półtorak                                                   | 69 425 | 69,19 |
| Maria Nowakowska                                                  | 15 349 | 15,30 |
| Witold Banaszak                                                   | 4918   | 4,90  |
| Jan Krekora                                                       | 3839   | 3,83  |
| Liczba głosów ważnych: 100 336 Źródło: Państwowa Komisja Wyborcza |        |       |

### Mandat nr 453 –Stronnictwo Demokratyczne
| Kandydat                                                         | Głosów | %     |
| ---------------------------------------------------------------- | ------ | ----- |
| Kazimierz Modzelewski                                            | 19 185 | 30,28 |
| Andrzej Werecki                                                  | 14 360 | 22,66 |
| Liczba głosów ważnych: 63 358 Źródło: Państwowa Komisja Wyborcza |        |       |